# Cathédrale du Sacré-Cœur de Delhi
Cette  cathédrale n’est pas la seule cathédrale du Sacré-Cœur.
La cathédrale du Sacré-Cœur est un édifice religieux catholique sis à Ashok Place, New-Delhi (Inde). Construite en 1930 au cœur d’un campus comprenant le collège Saint-Columba des frères patriciens et l’école des sœurs de Jésus et Marie ainsi que plusieurs bâtiments servant de bureaux à la conférence des évêques catholiques d’Inde, elle est depuis 1937 église cathédrale de l’archidiocèse de Delhi et paroisse catholique.

## Histoire
L’initiative de construire l’église revint au frère franciscain Luke. Le projet reçoit l’agrément de l’archevêque d’Agra (dont dépendait la ville et région de Delhi). La première pierre est bénite en 1929 par Mgr E. Vanni, et le chantier est ouvert en 1930. 

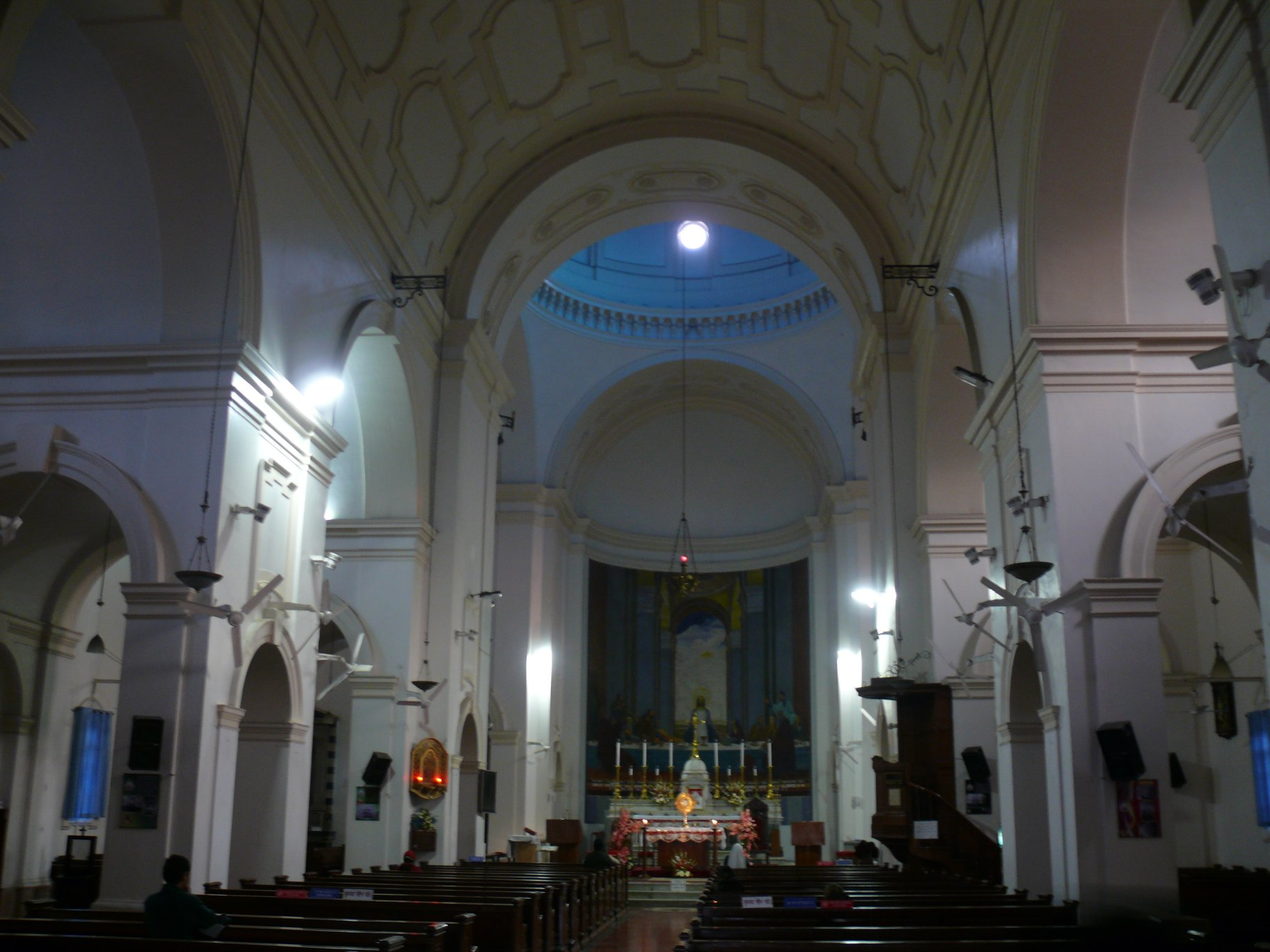
Nef, sanctuaire et dôme (à la croisée du transept) de la cathédrale

L’église est l’œuvre de l’architecte anglais Henry Medd et inspirée de l’architecture italienne. Quatre colonnes blanches soutiennent le fronton. Les tours carrées aux deux extrémités de la façade sont surmontées de trois étages de tourelles sur colonnes.  

## Services
Très fréquentée même hors des heures de services du culte religieux la cathédrale attire de grandes foules lors des célébrations solennelles de Noël et Pâques. L’affluence fait que parfois les services doivent être organisés à l’extérieur, sur le terrain de sport du collège Saint-Columba qui est immédiatement voisin. Des programmes culturels et musicaux y sont également organisés. La paroisse est active dans le domaine social également.